# رهاب العناكب
رهاب العناكب (باللاتينية: Arachnophobia) هو أحد أنواع الرهاب من الحيوانات، وهو الخوف اللامنطقي من العناكب والعنكبيات الأخرى. وهو أحد أكثر أنواع الرهاب شيوعًا. وعادة ما يكون العلاج عن طريق العلاج بالتعرض، حيث يتم تواجد الشخص مع صور العناكب أو العناكب أنفسهم.

## العلامات والأعراض
غالبًا ما تبدو ردود فعل الأشخاص المصابين بهذا الرهاب غير عقلانية بالنسبة للآخرين (وأحيانا بالنسبة للمصابين بالرهاب أنفسهم)، حيث يشعر المصابون برهاب العناكب بالمضايقة عند تواجدهم في مكان يعتقدون بوجود العناكب فيه أو توجد فيه أدلة ظاهرة على وجود العناكب (مثل خيوط العنكبوت).
إذا شاهد المصابون بهذا الرهاب عنكبوتًا، فقد يعتزلون الأماكن العامة لحين تجاوزهم نوبة الذعر المرتبطة بهذا الرهاب، وبعض الناس يصرخون، أو يبكون، أو ينفجرون عاطفيًا، أو يجدون صعوبة في التنفس، أو التعرق، أو خفقان القلب، أو حتى يتعرضون للإغماء عندما يكونون بمنطقة قريبة من العناكب أو نسجهم. وفي بعض الحالات، قد تتسبب صورة عنكبوت أو حتى رسم واقعي لعنكبوت بإثارة الذعر والخوف لديهم، وقد يشعرون بالذلة إذا حدثت هذه النوبات لديهم أمام أقرانهم أو أسرتهم.

## الأسباب
إن سبب نشوء الرهاب (مثل رهاب العناكب، ورهاب الأماكن المغلقة، والخوف من الأفاعي أو الفئران، ...) لا يزال غير معروفا. وقد يكون رهاب العناكب شكلًا مبالغًا فيه من الاستجابات الغريزية التي ساعدت الإنسان البدائي على البقاء أو ظاهرة ثقافية أكثر شيوعًا في المجتمعات التي يغلب عليها الطابع الأوروبي.

### أسباب تطورية
إحدى وجهات النظر التي يتبناها علم النفس التطوري مفادها أن وجود العناكب السامة قاد إلى نشوء الخوف من العناكب عامة أو جعل اكتساب الخوف منها سهلاً. وكما في جميع الصفات، فإن هنالك تفاوتًا في شدة الخوف من العناكب، ويُصنَف الأشخاص الذين يحملون خوفًا شديدًا من العناكب على أنهم مصابون بالرهاب.
العناكب، على سبيل المثال، صغيرة نسبيًا، مما يجعلها غير ملائمة كمصدر خطر تقليدي ضمن مملكة الحيوان حيث أن الحجم هو العامل الأساسي، ولكن أغلب أنواع العناكب سامة، وهنالك بعض الأنواع قاتلة على الرغم من أنها نادرًا ما تشكل خطرًا على الإنسان.
يبذل المصابون برهاب العناكب قصارى جهدهم للتأكد من أن محيطهم خالٍ من العناكب، لهذا السبب فإنهم أقل تعرضًا لخطر أن يلدغوا من قبل العناكب. لذلك فقد يمتلك المصابون برهاب العناكب فرصة إضافية للنجاة مقارنة بالأشخاص غير المصابين برهاب العنكبيات.
ووجدت دراسة أجريت في عام 2001 أن الناس استطاعوا الكشف عن صور العناكب بين صور الزهور والفطر بسرعة أكبر مما استطاعوا اكتشاف صور الزهور أو عيش الغراب بين صور العناكب. واقترح الباحثون أن ذلك كان بسبب أن الاستجابة السريعة للعناكب كانت أكثر صلة بتطور الإنسان. وعلى أي حال، هذه النظرية تم إضعافها بسبب قلة أهمية الخوف من العناكب مقارنة مع الكائنات الأكثر خطورة التي كانت موجودة في البيئة التي تكيف فيها الإنسان.

### أسباب ثقافية

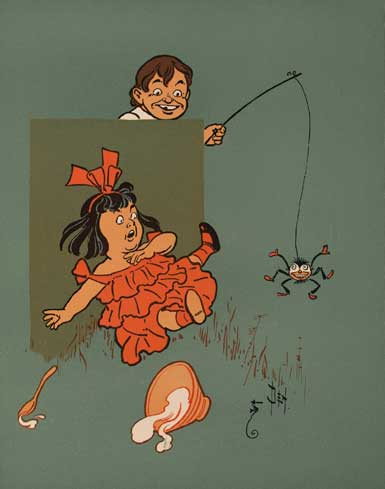
على الرغم من أن العديد من العناكب غير ضارة، قد لا يزال الشخص المصاب برهاب العناكب يعاني من الذعر أو يشعر بعدم الارتياح حوله. وفي بعض الأحيان، حتى الكائن الذي يشبه العنكبوت يمكن أن يؤدي إلى نوبة ذعر في فرد العناكب، والرسوم المتحركة المذكورة أعلاه هي تصوير لشخصية يتم تخويفها بواسطة عنكبوت.

وجهة النظر البديلة هي أن الأخطار الناجمة عن العناكب مثلاً هي أخطار مبالغ في تقديرها وهي غير كافية للتأثير في التطور. بدلاً من ذلك، قد يسبب توارث الرهاب تأثيرات تقييدية وسلبية على إمكانية البقاء، بدلاً من أن تصبح مساعدة على البقاء. وعلى خلاف ذلك، فإن العديد من الثقافات لا تخاف من العناكب عمومًا، وإن بعض المجتمعات كما في بابوا غينيا الجديدة وكمبوديا تستخدم العناكب كأحد مكونات الأكلات التقليدية، مما يؤيد فكرة ارتباط الخوف بثقافة المجتمع أكثر منه مورث جينيًا.

## العلاج
يمكن التعامل مع الخوف من العناكب بواسطة أي من التقنيات العامة المقترحة لمرضى الأنواع الأخرى من الرهاب. الخط الأول من العلاج هو إزالة التحسس، المعروف أيضا باسم العلاج بالتعرض، ومن الشائع قبل البدء في العلاج بالتعرض تدريب الفرد الذي يعاني من رهاب العناكب على تقنيات الاسترخاء، والتي سوف تساعد على الحفاظ على تهدئة المريض. يمكن إزالة الحساسية النظامية في الجسم الحي (مع العناكب الحية) أو عن طريق جعل الفرد يتخيل المواقف التي تتضمن العناكب، وأنه يتفاعل معها، ثم يتفاعل الشخص في نهاية المطاف مع العناكب الحقيقية، وقد تكون هذه التقنية فعالة في جلسة واحدة فقط.
ومكنت التطورات الحديثة في التكنولوجيا من استخدام العناكب الافتراضية أو المعززة لاستخدامها في العلاج، وقد أثبتت هذه التقنيات فعاليتها.

## وبائيات
يصيب رهاب العناكب ما بين 3.5 و6.1٪ من سكان العالم.

## روابط خارجية
- Stiemerling, D. (1973). "Analysis of a spider and monster phobia". Z. Psychosom Med Psychoanal (بالألمانية). 1973 (4): 327–45. PMID:4129447.
- National Geographic: "Fear of Snakes, Spiders Rooted in Evolution, Study Finds"